# Jamdani
Le jamdani désigne un tissu en coton du Bangladesh. Ce tissage, notamment de saris, est l'objet d'une communauté de tisserands. Le savoir-faire autour de ce tissu est inscrit sur la liste représentative du patrimoine culturel immatériel de l'humanité depuis 2013, à la suite d'une décision de l'UNESCO.

## Description

### Origine du terme
Le mot jamdani est issu de deux termes persans, jama signifiant vêtement et dana désignant une petite granule.

### Pratiques de tissage
Dans la région de Dacca, des artisans et des apprentis produisent le jamdani, tissu en coton, tissé à la main, extra-fin et aux motifs colorés et complexes. La technique de trame est discontinue. Le tissage du jamdani est long et difficile, il permet de fabriquer notamment le sari, porté par des femmes au Bangladesh et dans d'autres pays.

### Le jamdani dans la société
Le port du sari jamdani est signe de cohésion culturelle et cette pièce de vêtement appartient à l'identité nationale. Au sein de la société, les tisserands sont reconnus pour leur travail. Quelques uns, particulièrement savants dans leur pratique, la transmettent à des apprentis. Cependant, le tissage du jamdani s'enseigne davantage à l'intérieur des foyers, de parents à enfants. L'UNESCO évoque une certaine fierté autour du savoir-faire lié à ce tissu. Il existe une communauté de fileurs, tisserands, teinturiers et fabricants de métiers à tisser. Pendant l'époque contemporaine, autour de cinq mille personnes participent à la conception de ce tissu traditionnel.

## Intégration du patrimoine culturel immatériel
En 2013, à la suite d'une décision de l'UNESCO, l'« art traditionnel du tissage jamdani» est ajouté à la liste représentative du patrimoine culturel immatériel de l'humanité. Un comité de l'UNESCO, réuni à Londres, décida de cette intégration à l'unanimité, parmi quatorze éléments culturels. Les raisons données, d'après les critères de cette liste, sont que le savoir artisanal et les pratiques de tissage gagneront en visibilité, que la sauvegarde sera assurée et que cet artisanat encourage la créativité.